# De Dieze
De Dieze is een sportvereniging uit 's-Hertogenbosch.
De sportclub heeft de naam te danken aan het Snooker- Pool- Biljart- en Dartscentrum De Dieze waar het de wedstrijden speelt. De sportclub heeft verschillende teams in verschillende takken van sport.
SnookerDe Dieze heeft 5 teams die meedoen aan de competitie van de DBSA. Het eerste team speelt in de hoofdklasse.
BiljartBij het biljarten speelt 1 team mee in de competitie van de KNBB. Het speelt in de tweede divisie.
DartenBij het darten speelt de club onder de naam 3 × Niks!!! Ze doen niet mee aan de competitie van de Nederlandse Darts Bond, maar spelen in de lokale competitie van 's-Hertogenbosch. Hierin spelen ze in de tweede divisie.